# Svea Norén
Svea Placida Mariana Norén (Stoccolma, 5 ottobre 1895 – Lidingö, 9 maggio 1985) è stata una pattinatrice artistica su ghiaccio svedese.

## Palmarès
| Evento              | 1910 | 1911 | 1912 | 1913 | 1914 | 1915 | 1916 | 1917 | 1918 | 1919 | 1920 | 1921 | 1922 | 1923 |
| ------------------- | ---- | ---- | ---- | ---- | ---- | ---- | ---- | ---- | ---- | ---- | ---- | ---- | ---- | ---- |
| Giochi olimpici     |      |      |      |      |      |      |      |      |      |      | 2°   |      |      |      |
| Campionati mondiali |      |      |      | 3°   |      |      |      |      |      |      |      |      | 2°   | 3°   |
| Campionati svedesi  | 2°   |      | 3°   | 1°   |      | 1°   |      | 1°   |      | 1°   |      |      |      |      |